# Departamento de Pocito
Departamento de Pocito är en kommun i Argentina.   Den ligger i provinsen San Juan, i den centrala delen av landet, 1 000 km väster om huvudstaden Buenos Aires.
Omgivningarna runt Departamento de Pocito är i huvudsak ett öppet busklandskap. Runt Departamento de Pocito är det ganska tätbefolkat, med 70 invånare per kvadratkilometer.